# Gauruncus gampsognathos
Gauruncus gampsognathos är en fjärilsart som beskrevs av Józef Razowski 1988. Gauruncus gampsognathos ingår i släktet Gauruncus och familjen vecklare. Inga underarter finns listade i Catalogue of Life.